# غار پل خیر
غار پل خیر مربوط به دوران پیش از تاریخ ایران باستان است و در شهرستان قائنات، روستای اندریک واقع شده و این اثر در تاریخ ۱۰ مهر ۱۳۸۰ با شمارهٔ ثبت ۴۱۳۷ به‌عنوان یکی از آثار ملی ایران به ثبت رسیده است.